# Andrzej Warych
Andrzej Warych (ur. 24 listopada 1940 w Tomaszowie Mazowieckim) – polski siatkarz i trener siatkarski, mistrz i reprezentant Polski, asystent Huberta Wagnera na mistrzostwach świata w 1974, na których reprezentacja Polski wywalczyła złoty medal.

## Kariera sportowa
Od 1955 był zawodnikiem Lechii Tomaszów Mazowiecki, w 1959 został z nią mistrzem Polski juniorów. Od 1959 reprezentował barwy AZS-AWF Warszawa. Z warszawskim klubem zdobył mistrzostwo Polski w 1960, 1961, 1963, 1965, 1966 i 1968 wicemistrzostwo Polski w 1962, 1967 i 1970 oraz brązowy medal w 1969. W latach 1962–1968 wystąpił 7 razy w reprezentacji Polski seniorów.
W latach 1962–1969 grę w drużynie seniorskiej łączył z trenowaniem młodzieżowych drużyn AZS-AWF Warszawa. Od 1969 prowadził II ligową męską drużyną Skry Warszawy. W 1971 wprowadził ją do ekstraklasy, ale w 1974 nie utrzymał jej na najwyższym szczeblu rozgrywek. W 1974 objął Płomień Milowice i zdobył z nim wicemistrzostwo Polski w 1975 i 1976. Następnie był trenerem męskiej i żeńskiej drużyny Stal FSO Warszawa, grających w latach 80. pod nazwą Polonez Warszawa. Żeńską drużynę prowadził w II połowie lat 80. w I lidze. W latach 90. prowadził także I-ligową drużynę żeńską Skry Warszawa.
Współpracował także z trenerami reprezentacji narodowych. Z Tadeuszem Szlagorem współpracował na turnieju Igrzysk Olimpijskich w Meksyku (1968). Z Hubertem Wagnerem - na mistrzostwach świata w 1974, zakończonych złotym medalem polskiej drużyny oraz mistrzostwach Europy w 1975, na których reprezentacja zdobyła srebrny medal. W latach 80. pracował także z trenerami kadry żeńskiej - Andrzejem Dulskim i Janem Rysiem. W 1999 został trenerem reprezentacji Polski w siatkówce plażowej.
Od 1996 był szefem Wydziału Szkolenia Polskiego Związku Piłki Siatkowej, następnie dyrektorem Biura PZPS.
W 2005 został odznaczony Krzyżem Kawalerskim Orderu Odrodzenia Polski.